# OFI Kréta
OFI Kréta (řecky ΠΑΕ ΟΦΗ – Ποδοσφαιρική Ανώνυμη Εταιρεία Όμιλος Φιλάθλων Ηρακλείου) je řecký fotbalový klub založený roku 1925, který sídlí ve městě Iraklio na ostrově Kréta. Domácím hřištěm je Pankritio Stadio s kapacitou 26 240 diváků. Klubové barvy jsou bílá a černá
Klub hraje nejvyšší řeckou soutěž Super League.

## Úspěchy

### Domácí
- Řecký fotbalový pohár 1986/87

### Mezinárodní
- Balkánský pohár 1989